# کلچستر (ایلینوی)
کلچستر، ایلینوی (به انگلیسی: Colchester, Illinois) یک شهر در ایالات متحده آمریکا با جمعیت ۱٬۴۹۳ نفر است که در ایلی‌نوی واقع شده‌است.

## موقعیت جغرافیایی
موقعیت جغرافیایی شهرها و مناطق اطراف به شرح زیر است: